# Apatura flavomaculata
Apatura flavomaculata är en fjärilsart som beskrevs av Vincenz Kollar 1909. Apatura flavomaculata ingår i släktet Apatura och familjen praktfjärilar. Inga underarter finns listade i Catalogue of Life.